# Intrigue à Damas
Pour plus de détails, voir Fiche technique et Distribution.
Intrigue à Damas (Action in Arabia) est un film américain réalisé par Léonide Moguy, sorti en 1944.

## Synopsis
En 1941 à Damas, un agent secret britannique traque un groupe de saboteurs nazis, qui cherchent à prendre le contrôle du Canal de Suez.

## Fiche technique
- Titre français : Intrigue à Damas ou Sabotage à Damas[1]
- Titre original : Action in Arabia
- Réalisation : Léonide Moguy, assisté de Robert Wise (non crédité)
- Scénario : Philip MacDonald et Herbert J. Biberman
- Photographie : J. Roy Hunt
- Musique : Roy Webb
- Montage : Robert Swink
- Production : Maurice Geraghty
- Pays d'origine : États-Unis
- Date de sortie : 
  - États-Unis : 18 février 1944
  - France : 10 mai 1946[1]

## Distribution
- George Sanders : Michael Gordon
- Virginia Bruce : Yvonne Danesco
- Lenore Aubert : Mounirah al-Rashid
- Gene Lockhart : Josef Danesco
- Robert Armstrong : Matthew Reed
- H.B. Warner : Abdul El Rashid
- Alan Napier : Éric Latimer
- André Charlot : André Leroux
- Marcel Dalio : Chakka
- Jamiel Hasson : Eben Kareem
- Parmi les acteurs non crédités :
- Michael Ansara : Hamid
- Gino Corrado : le patron du café
- Georges Renavent : le préfet de police